# Regionale Raad Esjkol
De Regionale Raad Esjkol (Hebreeuws: מועצה אזורית אשכול, Mo'atza Ezorit Eshkol) is een regionale raad in het noordwesten van de Negev in Israël.

## Gemeenschappen

### Kibboetsen
| - Beëri - Ein HaSjlosja - Gvoelot - Magen | - Nir Oz - Nir Jitzchak - Nirim - Cholit | - Kerem Sjalom - Kissoefim - Re'im | - Soefa - Tzeëlim - Oerim |

### Moshaven
| - Amioz - Ein HaBesor - Dekel - Mivtachim | - Ohad - Peri Gan - Sde Nitzan | - Sdei Avraham - Talmei Elijahu - Talmei Josef | - Jated - Jesja - Jevoel |

### Dorpen
- Avsjalom
- Tzohar

Abu Basma · Alona · al-Batuf · Be'er Tuvia · Beit She'an Vallei · Bnei Shimon · Brenner · Bustan al-Marj · Centraal Arava · Drom HaSharon · Esjkol · Gan Raveh · Gederot · Gezer · Gilboa · Golan · Gush Etzion · Har Hebron · Hefervallei · Hevel Eilot · Hevel Modi'in · Hevel Yavne · Hof Ashkelon · Hof HaCarmel · Hof HaSharon · Jizreëlvallei · Emek HaYarden · Bik'at HaYarden · Lakhish · Lev HaSharon · Lodvallei · Lager Galilea · Ma'ale Yosef · Mateh Asher · Mateh Binyamin · Mateh Yehuda · Megiddo · Megilot · Menashe · Merhavim · Merom HaGalil · Mevo'ot HaHermon · Misgav · Nahal Sorek · Ramat HaNegev · Sha'ar HaNegev · Sdot Negev · Shafir · Shomron · Tamar · Hoger Galilea · Yoav · Zevoeloen